# Ү (cirillico)
La Ү, minuscolo ү, è una lettera dell'alfabeto cirillico, chiamata comunemente u dritta oppure hamza + waw con damma.
Viene usata nelle versioni cirilliche modificate per la lingua mongola, la lingua kazaka, la lingua tatara, la lingua baschira ed altre. Appare simile alla У ma come raddrizzata. Viene usata per rappresentare la vocale chiusa anteriore arrotondata /y/. Nonostante la lettera abbia la stessa forma della lettera latina maiuscola Y, le due forme non devono essere confuse (anche se in alcune lingue europee che adottano l'alfabeto latino, la Y rappresenta il medesimo suono).